# Kerkhof van Waarmaarde
Het Kerkhof van Waarmaarde is een gemeentelijke begraafplaats in het Belgische dorp Waarmaarde, een deelgemeente van Avelgem. Het kerkhof ligt rond de kerk gewijd aan O.L.V. Geboorte en Sint-Eligius.

## Britse oorlogsgraven
Op het kerkhof bevinden zich twee perken met Britse militaire graven. In het eerste perk liggen twee niet geïdentificeerde gesneuvelden uit de Eerste Wereldoorlog. 
In het tweede perk liggen 18 Britse gesneuvelden uit de Tweede Wereldoorlog waaronder 1 niet geïdentificeerde. Behalve één vielen zij allen op 21 of 22 mei 1940 tijdens de terugtocht van het Britse Expeditieleger naar Duinkerke. De graven worden onderhouden door de Commonwealth War Graves Commission en staan er geregistreerd als Waarmaarde Churchyard.
- Luitenant-kolonel Charles Leslie Rougier is de hoogste in rang op deze begraafplaats. Hij is drager van het Military Cross (MC), dit is de derde belangrijkste militaire onderscheiding in het Britse leger.